# Maebaru
Maebaru (前原市, Maebaru-shi) était une ville du Japon située dans la préfecture de Fukuoka, dont la fondation date du 1er octobre 1992.
Le 1er janvier 2010, Maebaru a été fusionnée avec Nijō et Shima (ancien district d'Itoshima) pour former la nouvelle ville d'Itoshima. En 2009 avant la fusion, la ville avait une population de 68 583 habitants, une densité de 656,3 hab/km2 et une superficie de 104,5 km2.
Maebaru est desservie par la route nationale 202.
Les symboles municipaux étaient le sakura, l’érable et le chrysanthème.